# Ateny Centralne
Ateny Centralne (Dworzec Larissa) – główny dworzec kolejowy w Atenach, w Grecji. Znajdują się tu 3 perony.